# Anthaxia furnissi
Anthaxia furnissi är en skalbaggsart som beskrevs av Barr 1971. Anthaxia furnissi ingår i släktet Anthaxia och familjen praktbaggar. Inga underarter finns listade i Catalogue of Life.